# Anaïs Bourgoin
Pour les articles homonymes, voir Bourgoin.
Anaïs Bourgoin, née le 3 octobre 1996 à Vendôme, est une athlète française, spécialiste des épreuves de demi-fond.

## Biographie

### Carrière sportive
Anaïs Bourgoin est médaillée de bronze du relais mixte des Championnats d'Europe de cross-country 2022 à Turin. Aux Jeux Olympiques de Paris 2024, elle arrive jusqu'en demi-finale du 800 mètres femmes.

### Carrière professionnelle
Anaïs Bourgoin est policière et intègre en août 2024 le dispositif « Équipe » de la Police nationale.

## Palmarès
| Date | Compétition                     | Lieu    | Résultat | Épreuve      | Temps         |
| ---- | ------------------------------- | ------- | -------- | ------------ | ------------- |
| 2022 | Championnats de France en salle | Miramas | 2e       | 1 500 mètres | 4 min 20 s 24 |
| 2022 | Championnats de France          | Caen    | 2e       | 1 500 mètres | 4 min 20 s 60 |
| 2023 | Championnats de France en salle | Aubière | 3e       | 1 500 mètres | 4 min 17 s 32 |
| 2023 | Championnats de France          | Albi    | 3e       | 800 mètres   | 2 min 2 s 56  |

| Date | Compétition                            | Lieu  | Résultat | Épreuve      | Temps         |
| ---- | -------------------------------------- | ----- | -------- | ------------ | ------------- |
| 2022 | Championnats d'Europe de cross-country | Turin | 3e       | Relais mixte | 17 min 31 s   |
| 2024 | Championnats d'Europe                  | Rome  | 3e       | 800 mètres   | 1 min 59 s 30 |

## Records
| Épreuve      | Épreuve   | Marque        | Lieu      | Date            |
| ------------ | --------- | ------------- | --------- | --------------- |
| 800 mètres   | Plein air | 1 min 57 s 81 | Rabat     | 25 mai 2025     |
| 800 mètres   | En salle  | 2 min 2 s 00  | Belgrade  | 13 février 2024 |
| 1 500 mètres | Plein air | 4 min 12 s 77 | Marseille | 15 juin 2022    |
| 1 500 mètres | En salle  | 4 min 17 s 32 | Aubière   | 19 février 2023 |